# Місто уповільненої дії
«Місто уповільненої дії»  - перший роман українського письменника Анатолія Дністрового з молодіжної трилогії («Пацики», 2005; «Тибет на восьмому поверсі», 2013 - стара назва "Патетичний блуд", 2005). 
Сюжет роману - головний герой із маргінального, кримінального середовища прагне вирватися в кращий світ. Він виїжджає з рідного міста навчатися в університет. Однак, стара соціалізація, ніби баговиння, не відпускає його... Цей роман критики назвали "педагогічним". Твір написаний автором для старшого шкільного віку.

## Анотація
|  | Це сувора урбаністична картина з життя сучасних підлітків, які стали на шлях злочинів. Написаний грубою, низькою лексикою у манері жорсткої прози, роман, присвячений неусвідомленому злу, невблаганному фатуму і водночас надії у вирі небезпек, які чатують на молоді неприкаяні душі |

.

## Критика про роман
|  | ...роман Анатолія Дністрового “Місто уповільненої дії”... виглядає в контексті нашого письменства текстом значною мірою піонерським. Принаймні стосовно теми підліткової злочинности, досі, як це не парадоксально, у нас не оприявленої... говорити про тематичну піонерськість Дністрового можливо лише в тому сенсі, що він спробував крізь призму західної контркультури відобразити оприявлені в нашій дійсності речі, нашою відсутністю контркультури проіґноровані. Адже найближчих “попередників” “Міста уповільненої дії”... знайти неважко: “Місто і пси” Маріо Варґаса Льоси, де в жорстокому світі “майбутніх військовиків” виокремлюються психологічна пара Письменник – Яґуар (порівняйте у Дністрового психологічну пару образів Професор – Тюля); а ще – “Володар мух” Ґолдінґа, “Смерть у кредит” Селіна, “Останній поворот на Бруклін” Селбі, “Біллі Бадґейн” Докторроу, “Механічний апельсин” Берджеса, “Поштамт” Буковскі, оповідання Віана... Проникнення в середовище на рівні сюжету й мови, розвиток теми “олюднення” героя, вивільнення з тенет “вузьколобости” – все це належить до беззаперечних плюсів “Міста уповільненої дії”. Одначе, при всіх своїх плюсах, повномасштабною літературною подією цей цілком добротний текст стати те міг, і ось чому: осмислення середовища тут відбувається зовні, а не зсередини... (Іван Андрусяк. "Пацики й імовірність майбутнього") |

## Статті, рецензії, посилання
- Ярослав Голобородько. Аксесуари «конкретної прози» (марґінальний простір Анатолія Дністрового). Київська Русь, книга VII, 2006.
- Ярослав Голобородько. Інвестиції «реалу»: прозовий портал Анатолія Дністрового. Книжник review, № 6, 2006.
- Ярослав Голобородько. Анатолій Дністровий — романний тріал як діґґер-клаб/ Ярослав Голобородько. Артеґраунд. Український літературний істеблішмент. Київ: Факт, 2006.
- Іван Андрусяк. Пацики й імовірність майбутнього/ Книжник review, № 22, 2003.
- Ростислав Семків. Блов-ап Дністрового// Книжник review, №№ 8-9, 2005.
- Олександр Бойченко. Література кинутого покоління// Потяг76: www.potyah76.org.ua/potyah?t=56
- Микола Горбаль. «Місто уповільненої дії» // Сучасність, № 1, 2004.